# Церковь Казанской иконы Божией Матери (Белая Гора)
Це́рковь Каза́нской ико́ны Бо́жией Ма́тери — православный храм в деревне Белая Гора Кондопожского района Карелии. Объект культурного наследия. Находится в частично разрушенном состоянии.

## Описание
Построена в русско-византийском стиле, с элементами готической архитектуры. Имеется колокольня над западным входом с высоким шатром и башня-звонница над основным молельным помещением с куполообразной закруглённой главкой. Фундамент выполнен из тивдийского мрамора.

## История
Предназначалась для мастеровых Тивдийских мраморных ломок и их семей. До строительства каменной, в Белой Горе имелась деревянная церковь во имя Казанской Божией матери, переделанная из часовни в 1833 году.
Построена в 1856 году за счёт казны, по ходатайству приходского священника Михаила Евфимьевича Устьвольского министру уделов Льву Перовскому при содействии управления Тивдийскими мраморными ломками. План и фасад составлены по индивидуальному проекту архитектором Константином Тоном. На сооружение храма кабинетом его императорского величества потрачено 3423 руб. 70 ½ коп., иконостас устроен при содействии министра императорского двора Владимира Фёдоровича Адлерберга. Относилась к Тивдийскому приходу Олонецкой епархии.
Освящена 31 декабря 1856 года.
В связи в упадком Тивдийских мраморных ломок пришла в запустение. В советское время передана под кинозал, в 1970-е гг. становится бесхозной и начинает разрушаться.